# Apaneca
Apaneca o San Andrés Apaneca es un distrito del departamento de Ahuachapán, El Salvador. Tiene una población estimada de 9 436 habitantes según el censo salvadoreño de 2024.

## Historia
Las primeras referencias de Apaneca se remontan al año 1550, cuando se calculaba su población en 500 almas. Para 1576, según informe de Diego García de Palacio, se describía el lugar como «fresco y aún frío», y en el cual se sembraban «granadas, membrillos, manzanas, duraznos, trigo y las demás cosas que a estas partes han venido de esos Vuestros Reinos». Para 1577, aparece bajo el cuidado de los monjes seráficos de la guardianía de Sonsonate.
En el 4 de julio de 1586, fray Alonso Ponce, durante su visita a los conventos franciscanos entre México y Nicaragua en calidad de comisario general de la Orden de San Francisco, pasó por Apaneca (que llamó Apanega) después de salir de Sonsonate y pasar por Nahuizalco y Salcoatitán. Según el fraile, el pueblo era una guardianía bajo la jurisdicción de los franciscanos asentados en Sonsonate.

En lo más alto de aquella cuesta, de lo que se camina, está el sobredicho pueblo de Apanega en un llano que allí hay, cercado casi por todas partes de muchos cerros, que aunque es tierra fría por estar tan alta tiene tal temple que se dan en ella duraznos, naranjas, anonas, guayabas y aguacates, y otras frutas de tierra caliente.
Fray Alonso Ponce

Por haber llegado cansado el fraile y las bestias de carga que llevaba con el después del camino fragoso que llegaba al pueblo desde Sonsonate, se quedó la noche en el pueblo; salió en el 5 julio hacia Ataco.
En informe del año 1689, por parte de dos frailes franciscanos, se consigna que «San Andrés Apaneca» era cabecera de doctrina, con 390 personas de «confesión», y doce personas ladinas «entre mestizos y mulatos».

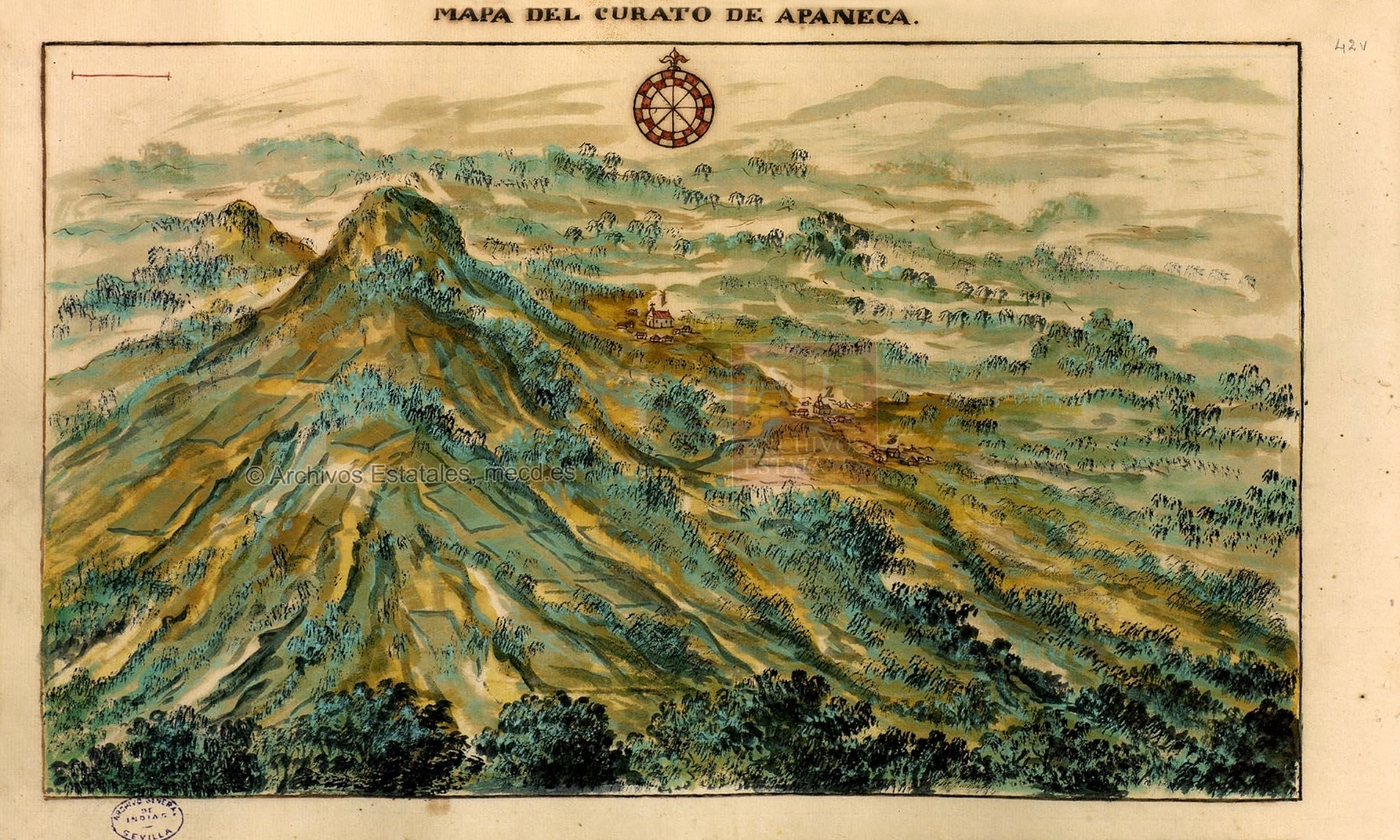
Mapa del curato de Apaneca
Los números representan el pueblo y sus anexos de la siguiente manera:
1. Pueblo de Apaneca Cavezera
2. Pueblo de Salquatitan
3. Pueblo de Juajua

En 1770, Pedro Cortés y Larraz establecía que era cabecera de la parroquia homónima, y tenía como anexos los pueblos de Juayúa y Salcoatitán. Estaba poblado por «164 familias indígenas con 668 personas y 77 familias de ladinos con 338 miembros», y el idioma hablado entre los indios era «el mexicano pipil», aunque todos entendían el castellano. 

### Pos-independencia
Para la época republicana, el poblado pasó a formar parte del departamento de Sonsonate desde el 12 de junio de 1824. 
En el informe de mejoras materiales del departamento de Sonsonate hecho por el gobernador Teodoro Moreno en el 21 de junio de 1854, notó: "Se reparó el techo de la Iglesia."
En el informe del 6 de septiembre el gobernador Tomás Medina, notó: "Se han limpiado los caminos de su comprehension, y no ha emprendido ninguna obra pública por la exhaustez de sus fondos."
En el informe del 12 de octubre, el gobernador Tomás Medina, notó: "En el mes de septiembre último se compuso el camino que de aquel pueblo conduce a Atiquizaya."
En 1859 se anexó al de Santa Ana, tiempo en el que Apaneca contaba con una escuela de música, y tenía 1448 habitantes, según informe municipal. El mismo documento resaltaba sus fuertes vientos entre noviembre y marzo, que obligaba a los pobladores a reedificar sus casas, así como la buena calidad del café.
El alcalde electo para el año de 1863 era el señor don Ignacio Herrera.
En el informe del gobernador del departamento de Sonsonate, Antonio Ipiña, hecho en el 25 de diciembre de 1865, se hizo nota de las siguientes obras públicas: Se concluyó una "hermosa" pila en las inmediaciones del pueblo a donde llegaba el agua de la laguna, se había hecho frente a la parroquia un empedrado de 40 varas de largo y 8 de ancho, se estaba contratando la construcción de un cabildo de 30 varas de largo con sus respectivas cárceles y oficinas.
Por decreto ejecutivo de 1864, aprobado por el congreso el año siguiente, la población se anexó al departamento de Sonsonate; y en 1869 se incorporó al de Ahuachapán.  
En el 21 de febrero de 1878, la Cámara de Diputados emitieron un decreto legislativo que segregó en lo judicial el pueblo de Apaneca del distrito de Atiquizaya y lo agregó al de Ahuachapán; el decreto es sancionado por el Senado en el 2 de marzo y aprobado por el presidente Rafael Zaldívar en el 6 de marzo.
En el 27 de enero de 1882, el Ministerio de Gobernación y Fomento acordó establecer una oficina telegráfica en Apaneca. La oficina quedó abierta al servicio público en el 13 de febrero. Los productos de la estación telegráfica para el mes de febrero eran 11.50 pesos por mensajes pagados y 5 pesos por mensajes oficiales. Una nueva oficina de correos fue establecida a propuesta de la Dirección General por acuerdo del gobierno del presidente provisional general Francisco Menéndez en el 30 de noviembre de 1886; al principio el telegrafista de Apaneca estaba encargado de la oficina de correos.
Por decreto legislativo del 27 de abril de 1893, Apaneca obtuvo el título de villa.
En el 23 de diciembre de 1944, a propuesta del Gobernador de Ahuachapán, el poder ejecutivo acordó conferir el nombramiento de alcalde a don Víctor Manuel Tobar en lugar de don Rafael Enrique Arévalo.

## Información general
El municipio tiene una extensión de 45,13 km² y la cabecera una altitud de 1455 m s. n. m., por lo que se considera la población ubicada a mayor altura en El Salvador. Se encuentra asentado en la cordillera Apaneca-Ilamatepec, y sus principales elevaciones son los cerros Apaneca o Chichicastepeque, La Coyotera, Los Alpes, Las Ninfas, Laguna Verde, Oro y Texisal o El Cerrito. Las fiestas patronales se celebran en el mes de noviembre en honor a San Andrés Apóstol. El topónimo de Apaneca proviene de la voz náhuat Apanejecat que significa «viento en forma de corriente», o también: «donde abundan los ventarrones», «río o corriente de viento» y «chiflón». 
Debido a su altitud, la zona produce café de buena calidad, el cual forma parte de la denominación de origen Apaneca-Ilamatepec. Apaneca es también un punto de interés de la denominada Ruta de las Flores y dispone de hoteles, restaurantes, recorridos en vehículos buggy y el deporte extremo del canopy. Otros atractivos del municipio comprenden:
- Iglesia de San Andrés Apóstol: El templo original se erigió en el año 1798, y acabó destruido por los terremotos del año 2001. Desde entonces ha estado sujeto a restauración. Su estilo es neoclásico.[21][22]
- Sitio arqueológico Santa Leticia: Tiene un área aproximada de 15 hectáreas que incluye montículos, una terraza artificial y tres monumentos del estilo «Gorditos» o Potbelly, el cual se originó en Escuintla y se extendió en Ahuachapán, Copán y Tikal en el período preclásico tardío, alrededor de 500 a. C. Se encuentra ubicado en una ladera cultivada de café en el cerrito de Apaneca.[23]
- Lagunas Verde y Las Ninfas: Zona de humedales dentro de la llamada Biosfera Apaneca-Ilamatepec, que se encuentran situadas en cráteres volcánicos.[24][25]

| Censo | Población | Cambio | Porcentaje |
| ----- | --------- | ------ | ---------- |
| 2007  | 8 383     | N/D    | N/D        |
| 2024  | 9 436     | 1 053  | 12.6%      |

## División territorial
El distrito se encuentra dividido entre 8 cantones.
| Puesto | Cantón        | Población |
| ------ | ------------- | --------- |
| 1      | Área Urbana   | 2 410     |
| 2      | Tizapa        | 1 389     |
| 3      | Quezalapa     | 1 339     |
| 4      | Palo Verde    | 1 262     |
| 5      | San Ramoncito | 1 064     |
| 6      | Taltapanca    | 574       |
| 7      | El Saltillal  | 203       |
| 8      | Tulapa        | 142       |
|        | Apaneca       | 8 383     |